# Sainte-Rose (La Réunion)
Pour les articles homonymes, voir Sainte-Rose.
Sainte-Rose est une commune française, située dans le département de La Réunion.
Ses habitants sont appelés les Sainte-Rosiens.

## Géographie

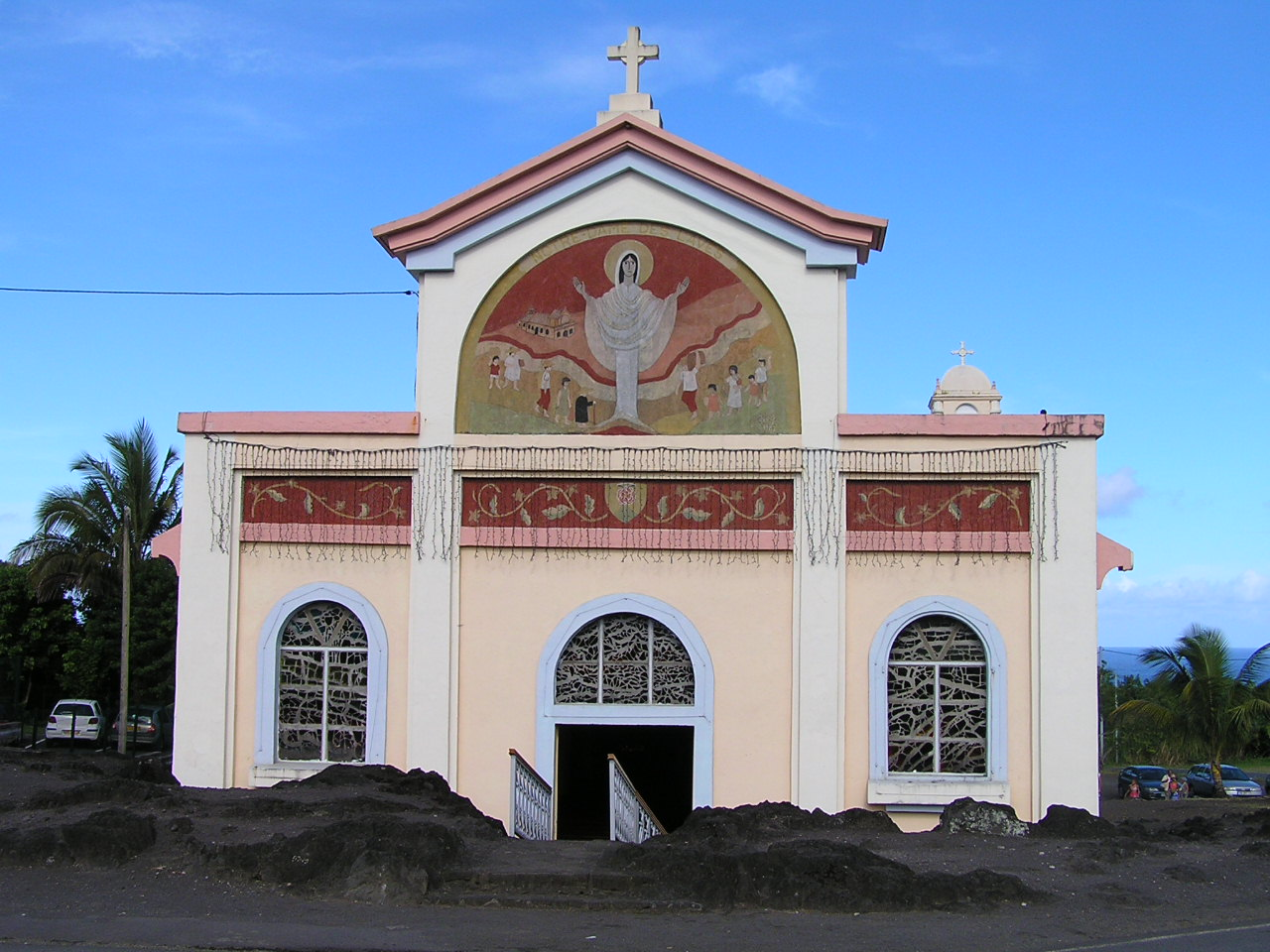
L’église Notre-Dame-des-Laves.

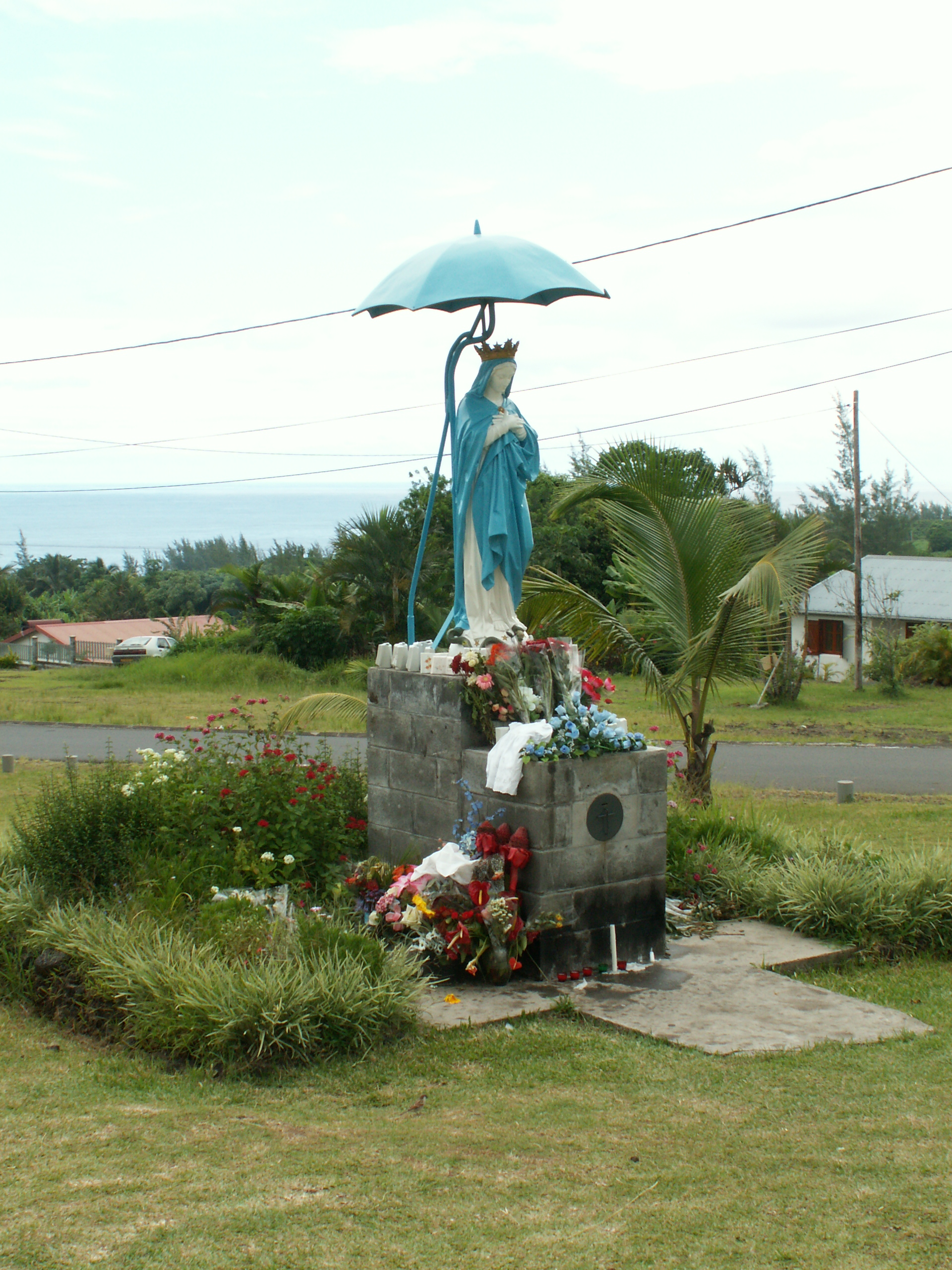
La Vierge au parasol.

### Localisation
Située sur le territoire communal, la Pointe des Cascades est le point le plus à l'est de La Réunion. L'île formant une région française à part entière, c'est aussi le point le plus oriental de France. L'île étant par ailleurs une région ultrapériphérique de l'Union européenne, c'est également le point le plus à l'est sur lequel l'organisation européenne est compétente.
Le territoire communal est limitrophe de ceux de La Plaine-des-Palmistes, Saint-Benoît, Saint-Joseph, Saint-Philippe et du Tampon.
Il est délimité par la Rivière de l'Est au nord et le grand Brûlé au sud.
Le volcan actif du Piton de la Fournaise est situé en partie sur le territoire de la commune, qui est donc sujette à de fréquentes éruptions et coulées de laves, notamment les lieux-dits proches de la caldeira volcanique que sont Bois Blanc et Piton-Sainte-Rose, qui fut partiellement enseveli lors de l'éruption de mars 1977.

### Climat
| Mois                              | jan.  | fév.  | mars  | avril | mai   | juin  | jui.  | août  | sep.  | oct.  | nov.  | déc.  | année  |
| --------------------------------- | ----- | ----- | ----- | ----- | ----- | ----- | ----- | ----- | ----- | ----- | ----- | ----- | ------ |
| Température minimale moyenne (°C) | 22,7  | 22,8  | 22,6  | 21,7  | 20,3  | 18,7  | 17,7  | 17,7  | 18,1  | 19    | 20,7  | 21,8  | 20,3   |
| Température maximale moyenne (°C) | 29,2  | 29,2  | 28,7  | 27,8  | 26,1  | 24,5  | 23,4  | 23,8  | 24,7  | 25,7  | 27,4  | 28,6  | 26,6   |
| Ensoleillement (MJ/m²)            | 18,26 | 17,86 | 15,86 | 14,48 | 12,05 | 11,23 | 11,41 | 13,46 | 16,42 | 18,48 | 20,04 | 20,76 | 15,86  |
| Précipitations (mm)               | 1 076 | 1 449 | 1 252 | 1 104 | 919   | 765   | 903   | 740   | 677   | 622   | 580   | 842   | 10 929 |

## Urbanisme

### Typologie
Sainte-Rose est une commune rurale, car elle fait partie des communes peu ou très peu denses, au sens de la grille communale de densité de l'Insee,,,. Elle appartient à l'unité urbaine de Sainte-Rose, une agglomération intra-départementale regroupant 1 commune et 6 450 habitants en 2022, dont elle est une ville isolée,.
Par ailleurs la commune fait partie de l'aire d'attraction de Saint-Benoît, dont elle est une commune de la couronne. Cette aire, qui regroupe 3 communes, est catégorisée dans les aires de 50 000 habitants à moins de 200 000 habitants,.
La commune, bordée par l'océan Indien au nord-est et à l'est, est également une commune littorale au sens de la loi du 3 janvier 1986, dite loi littoral. Des dispositions spécifiques d’urbanisme s’y appliquent dès lors afin de préserver les espaces naturels, les sites, les paysages et l’équilibre écologique du littoral, par exemple le principe d'inconstructibilité, en dehors des espaces urbanisés, sur la bande littorale des 100 mètres, ou plus si le plan local d’urbanisme le prévoit,.

## Toponymie
Sainte-Rose : Quai la Rose ou quai de la Rose, du nom de son constructeur au XVIIIe siècle, à l’origine de Sainte-Rose.

## Histoire

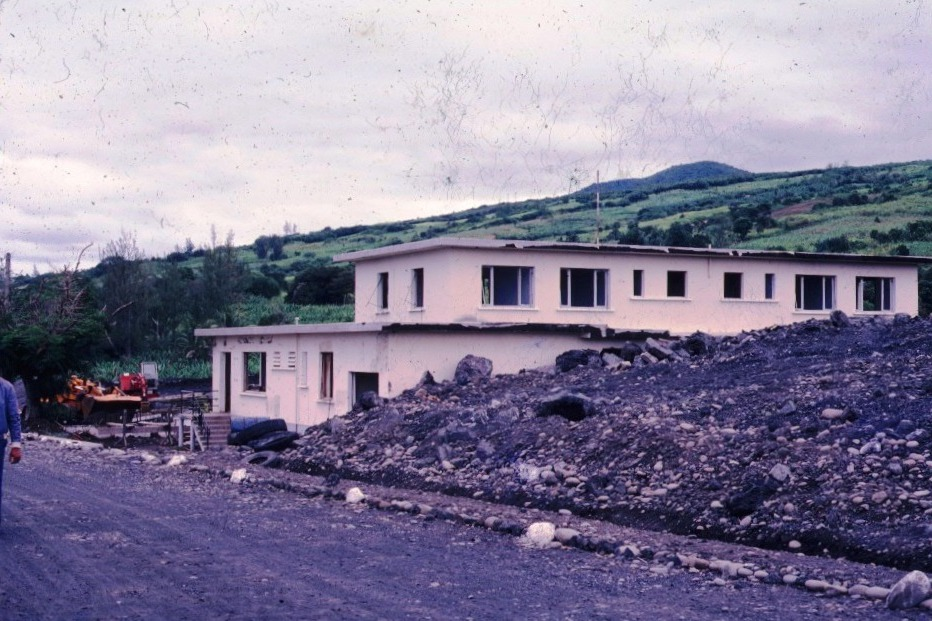
La gendarmerie endommagée par la coulée de lave de 1977.

Le 16 août 1809, les Britanniques débarquent à Sainte-Rose. Ils sont complètement repoussés par la garde nationale de Saint-Benoît le 25 août.
En janvier 1901, le bateau à vapeur britannique Kaisairi, pris dans une tempête, s’échoue près de Sainte-Rose, faisant 23 morts sur les 75 membres d’équipage.

## Population et société

### Démographie
L'évolution du nombre d'habitants est connue à travers les recensements de la population effectués dans la commune depuis 1961, premier recensement postérieur à la départementalisation de 1946. À partir de 2006, les populations de référence des communes sont publiées annuellement par l'Insee. Le recensement repose désormais sur une collecte d'information annuelle, concernant successivement tous les territoires communaux au cours d'une période de cinq ans. Pour les communes de moins de 10 000 habitants, une enquête de recensement portant sur toute la population est réalisée tous les cinq ans, les populations de référence des années intermédiaires étant quant à elles estimées par interpolation ou extrapolation. Pour la commune, le premier recensement exhaustif entrant dans le cadre du nouveau dispositif a été réalisé en 2007.

En 2022, la commune comptait 6 450 habitants, en évolution de −1,07 % par rapport à 2016 (La Réunion : +3,33 %, France hors Mayotte : +2,11 %).
| 1961  | 1967  | 1974  | 1982  | 1990  | 1999  | 2006  | 2007  | 2012  |
| ----- | ----- | ----- | ----- | ----- | ----- | ----- | ----- | ----- |
| 4 614 | 4 761 | 4 850 | 5 265 | 5 761 | 6 551 | 6 664 | 6 680 | 6 777 |

| 2017  | 2022  | - | - | - | - | - | - | - |
| ----- | ----- | - | - | - | - | - | - | - |
| 6 418 | 6 450 | - | - | - | - | - | - | - |

### Enseignement
On trouve sur le territoire communal un collège public, le collège Thérésien-Cadet, qui comptait 517 élèves à la rentrée 2005. Il n'y a pas de lycée.

## Économie
La commune accueille depuis 2004 la première ferme d'éoliennes de La Réunion, dont le voisinage se plaint. On y retrouve aussi deux autres centres d'énergies renouvelables : une centrale hydroélectrique mise en service en 1979 ainsi que la centrale photovoltaïque de la Roseraye mise en service en 2009 et s'étendant sur 19 hectares.

## Culture locale et patrimoine

### Lieux et monuments
- le Pas de Bellecombe ;
- le Centre d'interprétation du volcanisme littoral ;
- la route des laves ;
- l'église Notre-dame-des-laves ;
- Église Sainte-Rose-de-Lima de Sainte-Rose. Elle est inscrite à l'Inventaire général du patrimoine culturel[22]. L'église est dédiée à sainte Rose de Lima.

- Liste détaillée des églises de Sainte-Rose sur :

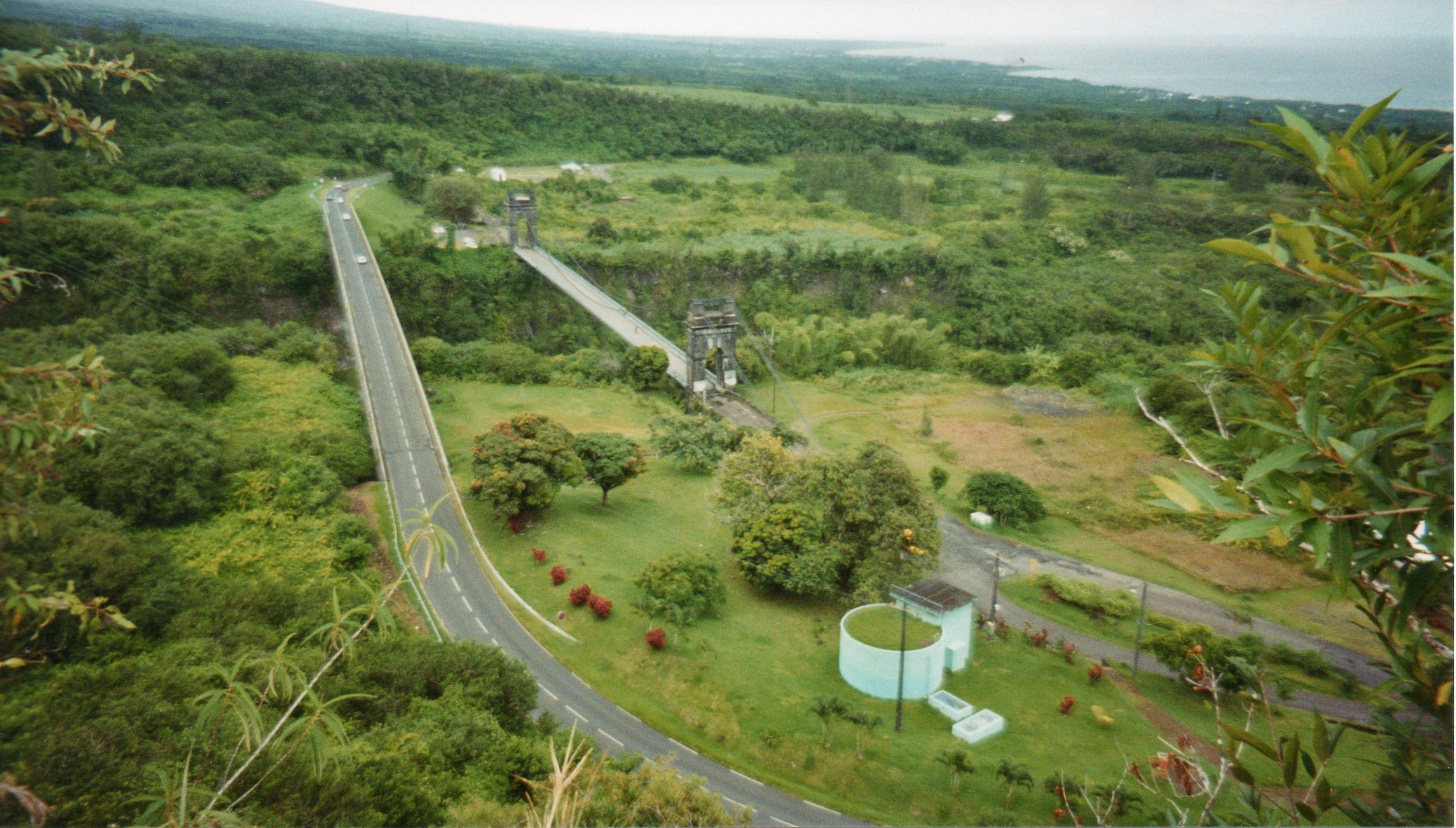
Ponts sur la rivière de l'Est

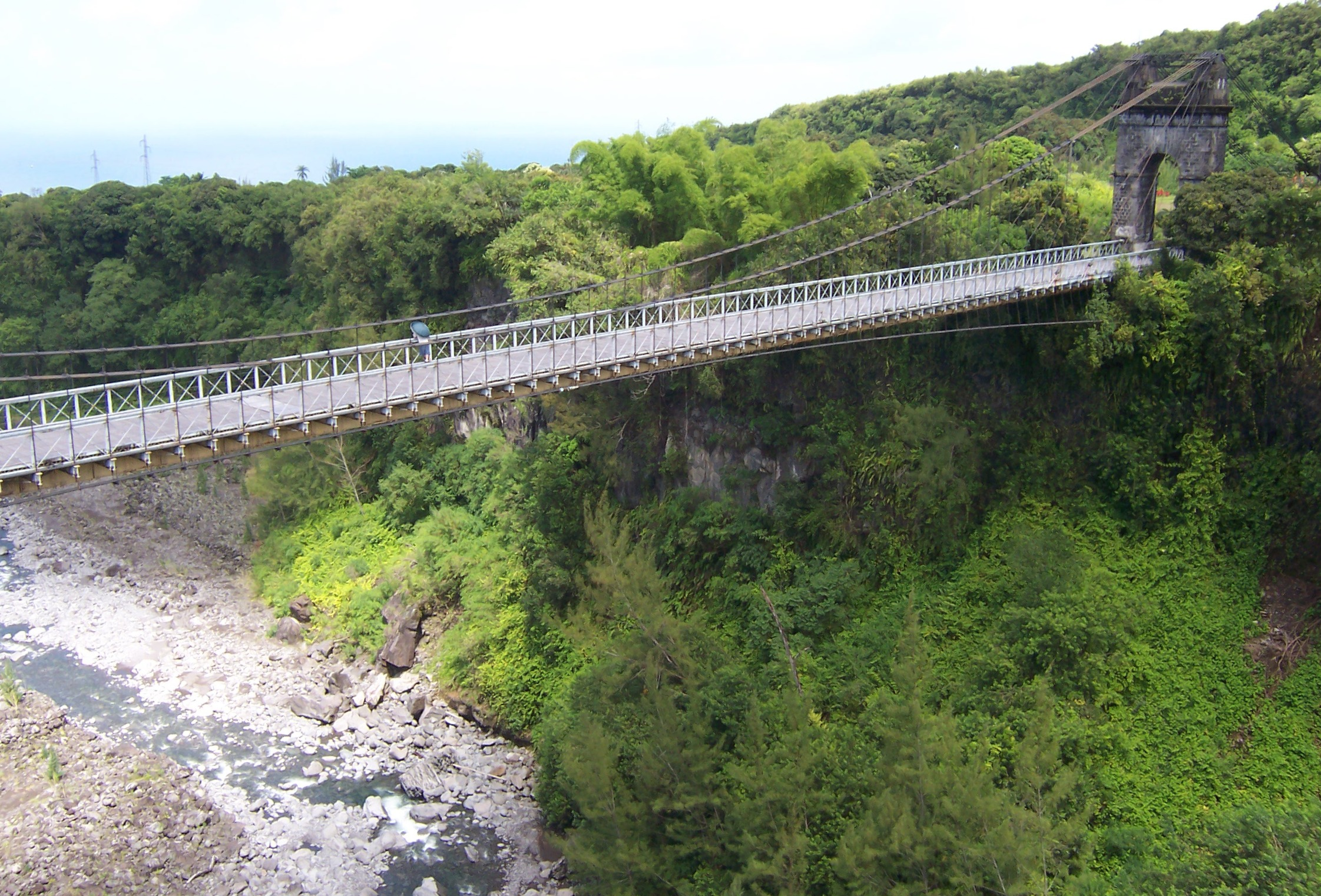
le Pont suspendu de la rivière de l'Est

- la marine de Sainte-Rose ; le monument Corbett ;
- le sentier des pêcheurs[23] ;
- l'Anse des cascades ;
- le Pont suspendu de la rivière de l'Est
- les ruines du domaine de la Roseraye, ancienne usine sucrière[24]; la cheminée Ravine-Glissante classée aux Monuments historiques